# Albert von Koller

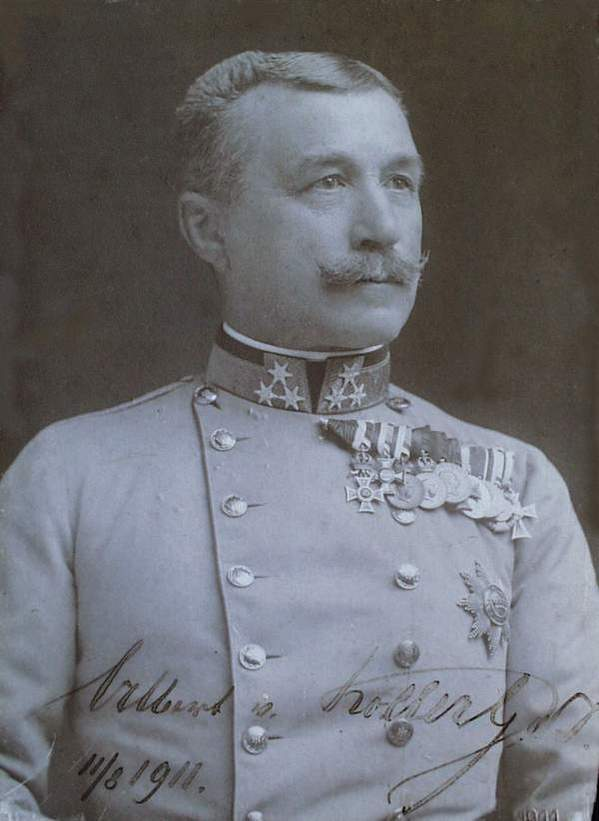
Albert Freiherr von Koller

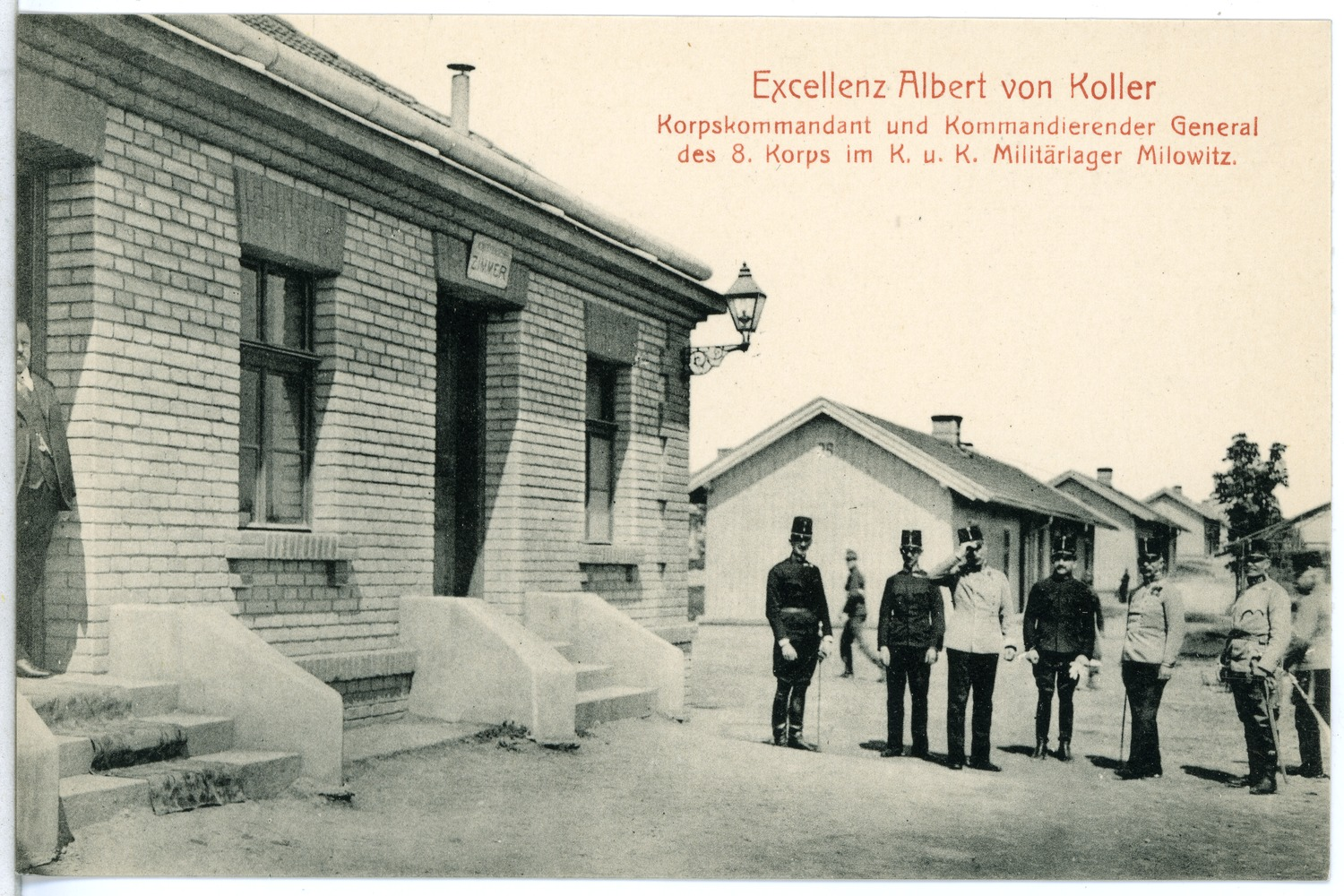
Albert von Koller im Militärlager Milowitz (1910)

Albert Koller, ab 1883 Edler von Koller, ab 1913 Freiherr von Koller (* 7. Jänner 1849 in Prag; † 18. Jänner 1942 in Wien), war ein General der Infanterie der österreichisch-ungarischen Streitkräfte.

## Leben
Albert Koller wurde als Sohn eines höheren Offiziers in Prag geboren. Er absolvierte die k.k. Kadettenanstalt in Marburg und trat danach in die  Militärakademie in Wiener Neustadt ein. Aus dieser wurde er im Jahre 1868 als Leutnant ausgemustert und in das Infanterieregiment Nr. 42 eingestellt. In den folgenden Jahren fand er hauptsächlich Verwendung als Bataillonsadjutant. Nach dem Besuch der Kriegsschule wurde er am 1. November 1874 in den Generalstab versetzt und am   1. Mai 1874 zum Oberleutnant befördert. Am 1. Mai 1877 erfolgte die Beförderung zum Hauptmann im Generalstabskorps bei gleichzeitiger Versetzung am 30. September 1878 in den Stab der 18. Infanterie-Truppendivision in Mostar. Während dieser Verwendung war er an der militärischen Besetzung von Bosnien und Herzegowina beteiligt und erhielt für seinen Einsatz am 12. Dezember 1878  die Kriegsmedaille verliehen.
Am 13. Juni 1879 wurde Koller zum Generalkommando des 15. Armeekorps nach Sarajevo versetzt. Seine dortigen Leistungen führten zur Verleihung des Militärdienstzeichens und zur Versetzung am 25. April 1880 zur Militär-Kanzlei in Wien. Da sein Vater, ein pensionierter Oberstleutnant, am 9. Februar 1883 in den erblichen Adelsstand erhoben worden war, durfte sich Koller von da an „Albert Edler von Koller“ nennen. Die Beförderung zum Major erfolgte am 1. November 1884.
Der Dienst in der Militärkanzlei wirkte sich positiv auf die weitere Karriere Kollers aus. Er wurde am 1. November 1887 zum Oberstleutnant und bereits am 1. November 1890 zum Oberst befördert.
Im Februar 1891 zum Böhmischen Infanterie Regiment „Freiherr von Czibulka“ Nr. 91 in Prag versetzt, übernahm er am 6. April das Kommando über das Regiment, um bereits völlig unerwartet am 25. Oktober des gleichen Jahres als Chef des Stabes zum 8. Korps (ebenfalls in Prag) kommandiert zu werden.
Am 3. Januar 1896 wurde Koller Kommandant der 47. Infanteriebrigade in Przemyśl und am 10. April des gleichen Jahres Kommandant der 10. Infanteriebrigade in Troppau. Letzteres war verbunden mit der Beförderung zum Generalmajor mit Rang vom 1. Mai 1896. Am 11. August 1900 wurde er Kommandant der 11. Infanterie-Truppendivision in Lemberg und am 1. November 1900 zum Feldmarschallleutnant befördert. Für seine Verdienste als Divisionskommandant wurde Koller am 19. September 1905 der Orden der Eisernen Krone 2. Klasse verliehen. Am 19. September 1905 wurde er zum „Präses der Kommission zur Beurteilung der Stabsoffiziersaspiranten“ berufen.
Am 20. November 1906 wurde Koller zum Kommandanten des 9. Korps in Leitmeritz ernannt. Im darauffolgenden Jahr wurde ihm der Titel „Geheimer Rat“ und als Oberst-Inhaber das Infanterieregiments Nr. 94 in Reichenberg, das von da an den Namen  „Böhmisches Infanterie Regiment „Edler von Koller“ Nr. 94“ trug, verliehen. Am 1. Mai 1907 erfolgte die Beförderung zum Feldzeugmeister. Für seine Verdienste als Korpskommandant würdigte ihn Kaiser Franz-Josef am 11. Oktober 1908 mit der Verleihung der 1. Klasse des Kronenordens. Danach übernahm Koller erneut das Kommando über das 8. Korps in Prag. Nunmehr auf dem Höhepunkt seiner Karriere angekommen, verlieh ihm der König von Sachsen, Friedrich August III., im Februar 1909 das Großkreuz des Albrechts-Ordens. Bedingt durch die Armeereform aus dem Jahre 1908 blieb der Dienstgrad Feldzeugmeister Angehörigen der Artillerie vorbehalten. Für die Infanteristen und Kavalleristen wurden neue Dienstgrade geschaffen. Koller war vom 1. Juli 1909 an nun General der Infanterie. Im Februar 1912 wurde er vom Kaiser in den Freiherrenstand erhoben. Auf seine Bitte an den Kaiser, sich aus dem aktiven Dienst verabschieden zu dürfen, gewährte ihm dieser die Bitte und ließ ihm ein persönliches Handschreiben zukommen (was eine hohe Ehre darstellte):
„Lieber General der Infanterie Freiherr von Koller! Ihrer Bitte um Übernahme in den Ruhestand Folge gebend, spreche ICH Ihnen in vollster Anerkennung Ihres langjährigen Wirkens, erneuert MEINE Zufriedenheit aus. Wien, am 1. Oktober 1912. FRANZ JOSEPH m.p.“
Koller lebte danach in seinem Stadthaus im 1. Wiener Bezirk und auf seinem Schloss Jaispitz bei Jevišovice (zwischen Brünn und Znaim). Er starb in Wien, wurde jedoch nach Schloss Jaispitz überführt und dort beerdigt.
Seit dem 6. Februar 1882 war Koller mit Marie Magdalena Leopoldine Ofenheim von Ponteuxin, Tochter von Viktor Ofenheim von Ponteuxin, verheiratet.

## Auszeichnungen
- Kriegsmedaille
- Signum Laudis mit Kriegsdekoration im Jahre 1878
- Militärdienstzeichen im Jahre 1880
- Orden der Eisernen Krone III. Klasse am 11. Oktober 1888
- Ritterkreuz des k.u.k. Leopold-Orden im Jahre 1891
- Großkomtur des Bayerischen Militärverdienstordens am 28. Juli 1900
- Orden der Eisernen Krone II. Klasse am 19. September 1905
- Persischer Sonnen- und Löwenorden III. Klasse im April 1906
- Kronenorden
- Offizierskreuz des Ordens der Krone von Italien
- Serbischer Takovo-Orden
- Orden der Eisernen Krone I. Klasse am 11. Oktober 1908
- Großkreuz des Albrechts-Ordens im Jahre 1909
- Militär-Verdienstmedaille (Signum Laudis) im Jahre 1909